# Phodilus prigoginei
Phodilus prigoginei là một loài chim trong họ Tytonidae.